# Синусы Вальсальвы

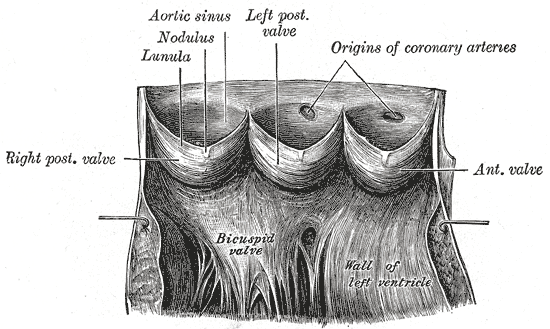
Аортальный клапан

Синусы Вальсальвы или синусы аорты (лат. sinus aortae) — выпячивание (пазухи) стенки аорты соответствующее полулунным заслонкам клапанов аорты (фактически находятся за полулунными створками клапана). Их глубина различна и колеблется от 1,5 до 3 мм.
Синусы названы в честь болонского профессора анатомии Антонио Вальсальвы (Antonio Maria Valsalva).
Синусы называются согласно отходящим коронарным артериям: правый коронарный, левый коронарный и некоронарный. Они ограничены проксимально соответствующим сегментом фиброзного кольца и створкой, а дистально — синотобулярным соединением. Промежутки между синусами Вальсальвы, имеющие треугольную форму, носят название пространств Генле. В норме в месте перехода синусов в восходящий отдел (синотубулярное соединение) аорта сужается.
Стенка синусов тоньше стенки аорты и состоит только из интимы и медии, утолщённых коллагеновыми волокнами. Количество коллагеновых волокон в ней увеличивается (а эластиновых уменьшается) по направлению от синотобулярного к вентрикулоаортальному соединению. Коллагеновые волокна ориентированы в окружном направлении и располагаются по наружной поверхности синусов, а также участвуют в образовании межстворчатых треугольников, поддерживающих форму клапана/
Основной ролью синусов является перераспределение напряжения между створками и синусами в диастолу и установление равновесного положения створок в систолу. На уровне их основания синусы разделены межстворчатыми треугольниками.

## Патологии
Аневризма синусов Вальсальвы – аортальный порок (врожденный или приобретенный), выражающийся в аневризматическом выпячивании стенки аорты в области аортальных клапанов. Наиболее часто встречается врожденная форма (0,1—3,5% от всех врожденных пороков сердца). Около 70-80% пациентов с врожденной аневризмой синусов Вальсальвы являются лица мужского пола. В 70% случаев аневризма локализуется в области правого коронарного синуса, в 25% - в области некоронарного синуса, в 5% - в области левого коронарного синуса. Диагноз устанавливается по данным ЭхоКГ, аортографии, МСКТ сердца, МРТ. Лечение заключается в хирургической пластике стенок аорты в условиях искусственного кровообращения.